# Marie-Renée Oget
Marie-Renée Oget es una política francesa.
Nacida el 26 de enero de 1945 en Rostrenen (Côtes-d'Armor), entró a formar parte del consejo regional de Bretaña en 1997. En marzo de 2001 fue elegida miembro del ayuntamiento de Treffrin en las elecciones municipales, consiguiendo la alcaldía, cargo para el que fue reelegida en 2008.
Resultó elegida para la Asamblea Nacional francesa en 2002 por la cuarta circunscripción de Côtes-d'Armor, siendo reelegida en 2007. Forma parte del grupo Socialiste, radical, citoyen et divers gauche (socialista, radical, ciudadano y diversos de izquierda) y es miembro de la comisión de asuntos sociales.
Durante las elecciones primarias socialistas de 2011 apoyó a Martine Aubry.